# Ivar Ballangrud
Ivar Eriksen Ballangrud, född 7 mars 1904 i Lunner, Norge, död 1 juni 1969, var en norsk skridskoåkare, Oslo Skøiteklubb, Trondhjems Skøiteklub och Drammens Skøyteklubb.

## Personliga rekord
- 500 m - 42,7
- 1 000 m - 1.29,3
- 1 500 m - 2.14,0
- 3 000 m - 4.49,6
- 5 000 m - 8.17,2
- 10 000 m - 17.14,4